# Dolerus gibbosus
Dolerus gibbosus är en stekelart som beskrevs av Hartig 1837. Dolerus gibbosus ingår i släktet Dolerus, och familjen bladsteklar. Arten är reproducerande i Sverige.